# 정개 (후백제)
정개(正開)는 후백제(後百濟)의 견훤(甄萱)과 신검(神劍)이 사용한 이래 후백제(後百濟)가 멸망할 때까지 사용되었던 연호(年號)이다. (900년을 건국 원년으로 936년까지 사용했다.)
실상산문(實相山門)을 연 홍척(洪陟)의 제자인 편운(片雲)의 승탑에 새겨진 글에 ‘정개(正開) 10년’이라 하여 이 연호가 쓰였다.